# Karl August Hanke
Karl August Hanke (* 14. Februar 1914 in Freiburg im Breisgau; † 16. Februar 1994 ebenda) war ein deutscher Künstler und Druckgrafiker. Nach einem Studium an der Kunsthochschule Stuttgart arbeitete er in Stuttgart als Designer  bei Druck und Grafik Wilhelm Ruwe, wo er Mentor für Wolfgang Weingart wurde. Im Zweiten Weltkrieg war Hanke als Soldat in der Sowjetunion und verfertigte dort unter anderem Porträts von russischen Bauern. An der Schule für Gestaltung Basel war Hanke in den frühen 1950ern einer der ersten Studenten Armin Hofmanns und arbeitete kurz mit ihm und dessen Frau Dorothea Hofmann zusammen. Die meisten der auf öffentlichen Auktionen, etwa beim Auktionshaus Kaupp, angebotenen Werke Hankes sind Gemälde. Hanke starb unmittelbar nach seinem 80. Geburtstag. 